# Archaeobatrachia
Archaeobatrachia é uma subordem de anfíbios anuros que contém espécies mais primitivas em relação a Neobatrachia. O clado é considerado parafilético. Muitas das espécies dessa subordem mostram certas características fisiológicas que não estão presentes em outros sapos e rãs, o que caracteriza esse grupo. Eles são amplamente encontrados na Eurásia, Nova Zelândia, Filipinas, Bornéo e no costa noroeste da América do Norte.

## Taxonomia
Archaeobatrachia foi inicialmente proposta por Osvaldo Reig em 1958 para abrigar os clados Discoglossidae, Rhinophrynidae e Pelobatoidea. O grupo sofreu diversas mudanças na sua composição durante os anos seguintes. Duellman em 1975 modificou a formação do clado que foi composto pelas famílias Leiopelmatidae, Discoglossidae, Pipidae, Rhinophrynidae, Pelobatidae e Pelodytidae. Em 1979, Laurent criou uma nova subordem, a Mesobatrachia, onde incluiu os clados Pipoidea e Pelobatoidea, restingindo a Archaeobatrachia as famílias Leiopelmatidae e Discoglossidae.
Em 1973, Savage reconheceu a distinção dos gêneros Ascaphus e Leiopelma, colocando cada um em sua própria família monotípica, Ascaphidae e Leiopelmatidae. Esse arranjo de famílias distintas é disputado entre pesquisadores, alguns corroboram a distinção enquanto outros consideram os dois gêneros relacionados entre si, e por isso inclusos numa mesma família, a Leiopelmatidae. Os gêneros Bombina e Barbourula tradicionalmente incluídos na Discoglossidae foram transferidos para uma família distinta, a Bombinatoridae, com base em características morfológicas e filogenéticas. O nome Discoglossidae descrito por Albert Günther em 1858 tem sido usado como nome da família que inclui os gêneros Discoglossus e Alytes, entretanto, o termo Alytidae descrito por Leopold Fitzinger em 1843 tem a prioridade de uso.